# لیگ برتر فوتبال بلژیک
لیگ برتر فوتبال بلژیک (به انگلیسی: Belgian Pro League) معتبرترین لیگ فوتبال در کشور بلژیک است که از سال ۱۸۹۵ میلادی تاکنون در این کشور برگزار می‌شود. ۱۶ باشگاه در این مسابقات حضور دارند.
باشگاه فوتبال اندرلشت با ۳۴ قهرمانی پرافتخارترین تیم این مسابقات به حساب می‌آید.

## باشگاه‌های کنونی
در فصل جاری (۲۰۲۲-۲۰۲۱) باشگاه‌های زیر در این لیگ فعالیت دارند.
- باشگاه فوتبال رویال یونیون سنت ژیل
- باشگاه فوتبال کلوب بروژ
- باشگاه فوتبال رویال آنتورپ
- باشگاه فوتبال خنت
- باشگاه فوتبال اندرلشت
- باشگاه فوتبال رویال شارلوا
- باشگاه فوتبال میشلن
- باشگاه فوتبال خنک
- باشگاه فوتبال سنت ترویدنس
- باشگاه فوتبال سرکل بروژ
- باشگاه فوتبال اود-هورلی لوون
- باشگاه فوتبال کورتریک
- باشگاه فوتبال استاندارد لیژ
- باشگاه فوتبال اوستنده
- باشگاه فوتبال اوپن
- باشگاه فوتبال زولته وارخم
- باشگاه فوتبال سرن یونایتد
- باشگاه فوتبال بیرشات ویلریج

## پرافتخارترین باشگاه‌ها
| باشگاه        | قهرمانی |
| ------------- | ------- |
| اندرلشت       | ۳۴      |
| کلوب بروژ     | ۱۸      |
| سنت ژیل       | ۱۱      |
| استاندارد لیژ | ۱۰      |
| بیرشات ویلریج | ۷       |